# Brachionichthys hirsutus
Brachionichthys hirsutus är en fiskart som först beskrevs av Lacépède, 1804.  Brachionichthys hirsutus ingår i släktet Brachionichthys och familjen Brachionichthyidae. IUCN kategoriserar arten globalt som akut hotad. Inga underarter finns listade.